# Ivan Sutherland

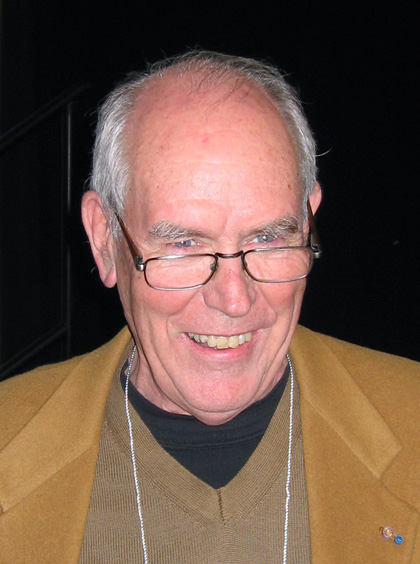
Ivan Sutherland

Ivan Sutherland (sinh năm 1938) là một người kĩ sư, giáo sư và là nhà doanh nghiệp. Nhiều người cho rằng Ivan Sutherland là nhà tiên phong thời đại. Ông đã phá vỡ nhiều rào cản tri thức trong lĩnh vực máy tính và vẫn đang tiếp tục. Sự tìm tòi phát hiện vấn đề làm sao mà mọi vật đều hoạt động và tình yêu cho việc lý giải các vấn đề đã đưa ông đi xa.
Niềm đam mê của Sutherland về máy tính bắt đầu từ khi ông học trung học trong thập niên 1950, ông học lập trình về chương trình nền. Máy tính các loại vào thời điểm đó rất khan hiếm, điều này mãi lâu sau đó học sinh trung học mới tiếp cận. Sutherland học điện tử ở Học viện kĩ thuật Carnegie (sau này là Đại học Carnegie-Mellon), lấy bằng thạc sĩ ở Học viện kĩ thuật California (Caltech), lấy bằng tiến sĩ ở Viện Công nghệ Massachusetts (MIT). Năm 1963, luận án tiến sĩ: "Sketchpad. a Man machine graphical communication system" làm phương tiện vẽ cho sinh viên trên màn hình máy tính hiện thực đầu tiên. Vì điều này mà Sutherland được xem là cha đẻ của ngành đồ họa máy tính.
Là một phó giáo sư tại Đại học Havard, ông đã phát triển hệ thống head-mounted display. Ý tưởng rất đơn giản: máy tính cho người dùng chính xác với mọi góc độ, mà chúng ta ngày nay gọi là hiện thực ảo (virtually reality). Để xây dựng hệ thống đầu tiên, ông cùng học trò đã phát minh tất cả mọi thứ từ dụng cụ đo đến các hàm số để triệt tiêu vật liệu ngoài tầm nhìn của người dùng.
Năm 1968 Sutherland cùng David Evans thành lập công ty A&E, chuyên sản xuất hoạt hình, cung cấp các hình ảnh để đào tạo phi công. Ông hiện đồng thời là giáo sư tại Đại học Utah.